# Raghav
Raghav Mathur, conocido simplemente como Raghav (n. 2 de abril de 1981), es un cantante de Pop y R&B canadiense. Es conocido por los sencillos So Confused y Angel Eyes, este último alcanzó el 7° lugar en las listas de popularidad del Reino Unido. Los sencillos So Confused, It Can't Be Right y Can't Get Enough, alcanzando con ellos el Top Ten en 2004, convirtiéndolo en el único artista en posicionar tres éxitos en ese año en las listas de popularidad del Reino Unido.

## Biografía
Raghav nació el 2 de abril de 1981 en Toronto, Canadá siendo el más joven de dos hijos. Sus padres son  hindúes provenientes de la India. Siendo aún pequeño se mudó junto con sus padres a Alberta estableciéndose en Calgary y Fort McMurray donde creció. Sus padres disfrutaban escuchando música clásica de la India y música Hindi, lo que influiría después en su estilo musical. Cuando tenía 5 años tomó clases para desarrollar su talento y durante su aprendizaje fue ampliamente influenciado por la música de Stevie Wonder, Michael Jackson, Harry Belafonte, Garth Brooks and Marvin Gaye, por mencionar solo algunos.
A los 17 años, movido por su pasión a la música, se mudó a Los Ángeles para desarrollar sus habilidades vocales con la ayuda de Seth Riggs (entrenador vocal de Madonna y Michael Jackson entre otros). Un años más tarde viajaría a Liverpool, Inglaterra para estudiar en el Liverpool Institute of Performing Arts; fue durante esta etapa que se unió a la banda R&B llamada 11/7, la cual sería nominada en los Music of Black Origin Awards.

## Carrera
Raghav firmó contrato con A&R Records en 2003 y comenzó trabajando con el productor musical y DJ 2Play, el primer sencillo So Confused lanzado en 2004, se volvió muy popular y alcanzó la posición número cuatro en la lista de popularidad de sencillos en Reino Unido; el siguiente sencillo se llamó Can't Get Enough y entró en la misma lista de popularidad ocupando la posición 10. En agosto de 2004, y con otra colaboración con 2Play se lanzó It Can't Be Right ocupando la posición número ocho; el sencillo Let's Work It Out ocupó el 15° lugar de popularidad. 
En 2004 se lanza su álbum debut titulado Storyteller bajo el sello discográfico A&R Records, contando con cuatro sencillos y realizando una gira mundial en 2005 incluyendo una serie de conciertos en la India, Estados Unidos, África, Australia y su país natal Canadá. El álbum Storyteller ha vendido 1.6 millones de copias alrededor del mundo.
En 2009 es lanzado el álbum Identity, pero en esta ocasión a través de Universal.
Su tercer álbum llamado The Phoenix se lanzó en Canadá en 10 de abril de 2012 con la discográfica Cordoba Bay Label; en este disco trabajó con el productor Jim Beanz, e incluye el tema Love, que originalmente sería grabado por Michael Jackson sin llegar a hacerlo, de tal forma que el productor Beanz decidió que sería Raghav quién lo interpretara en este disco.

### Discografía
| Año  | Álbum       | Sello discográfico |
| ---- | ----------- | ------------------ |
| 2012 | The Phoenix | Cordova Bay label  |
| 2009 | Identity    | Universal Music    |
| 2004 | Storyteller | A&R Records        |

## Premios y nominaciones
- 2005 - Southern Asian Music Awards; Best Artist
- 2005 - UK Asian Music Awards; Best Single
- 2005 - UK Asian Music Awards; Best Newcomer
- 2005 - Urban Music Award; Best Chart Act
- 2004 - Asian Achievers Award
- 2004 - MOBO Award; Best Collaboration
- 1997 - National Songwriters Association of America Award